# Samsung SGH-U600
Samsung SGH-U600 — мобильный телефон, представленный в 2007 году компанией Samsung и входящий в серию телефонов Samsung Ultra Edition II. Это раздвижной телефон и самый тонкий телефон своего времени. Одной из его главных функций являются кнопки вызова и выбора, которые являются сенсорными, а не физическими. 

## Технические характеристики
Телефон оснащен такими функциями, как:
- Процессор с частотой 85 МГц
- 2,2-дюймовый TFT-экран, 262 000 цветов.
- Четырехдиапазонный (800/900/1800/1900) GSM-интерфейс, позволяющий использовать его в качестве мобильного телефона во всех основных сетях GSM по всему миру
- Сенсорная панель
- Встроенная функция громкой связи
- Встроенная беспроводная технология Bluetooth, A2DP
- Пользовательские анимированные фоны (в зависимости от страны продажи), известные как uGo. Например, когда вы находитесь в Париже, фон превращается в Триумфальную арку и т.д.; В дневное время изображение будет отображаться при дневном свете, и наоборот.
- Слот для карт памяти microSD для дополнительной карты памяти microSD объемом до 2 ГБ 60 МБ встроенной памяти
- Мелодии MP3*
- Громкая связь
- Цифровой аудиоплеер с поддержкой воспроизведения MP3 и pcm_s16le/MJPEG pcm_s16le
- Усилитель Bang & Olufsen ICEpower
- Цифровая камера с разрешением 3,2 мегапикселя, встроенной светодиодной вспышкой, автофокусом и возможностью выполнения основных функций редактирования изображений
- Запись / воспроизведение видео в формате MJPEG (также поддерживается avi)
- Java-игры (Bobby Carrot, TimeRider II, Asphalt Urban GT (пробная версия), Midnight Pool (пробная версия), мини-гольф в Лас-Вегасе (пробная версия), Тетрис (пробная версия))
- Будильник с бесконечным количеством настраиваемых сигналов
- Календарь (Примечание: Календарь на телефоне работает только для дат в период с 2000 по 2016 год.)
- Калькулятор
- FM-радио (для прослушивания Лори необходимо использовать наушники)
- Интеллектуальный поиск
- Мировые часы
- Конвертер валюты, длины, веса, объема, площади и температуры
- Таймер, секундомер
- Автономный режим (Flight mode)
- Ярлык для перехода на страницу Google/Yahoo WAP в главном меню. В некоторых версиях (в зависимости от страны/встроенного ПО) этот значок заменен значком Bluetooth. Встроенный интернет-браузер обеспечивает доступ к NetFront 3.2.
- В Samsung U600 Vibe (U600i) реализована тактильная технология, которая, по сути, представляет собой небольшую вибрацию при нажатии на одну из сенсорных клавиш
- Черно-белый пользовательский интерфейс с технологией Samsung uPlus/uTrack/uMenu.

Настройки слайдера
Ползунок можно настроить для приема и завершения вызовов, а также для закрытия всех открытых приложений (кроме MP3-плеера, если настройки установлены правильно). (Это единственные настройки). Доступны настройки, которые позволяют телефону оставаться разблокированным при закрытии. Это также первый телефон Samsung, который позволяет использовать MP3-файлы в качестве звуковых сигналов для SMS-сообщений. 
Воспроизведение и конвертация видео
Полнометражные фильмы можно конвертировать с помощью Samsung PC Studio, которая поставляется в комплекте с телефоном. Mencoder также можно использовать с помощью этой командной строки для преобразования входного файла.flv (или любого другого типа видео) в выходной файл.mp4:
mencoder -oac lavc -ovc lavc -of lavf -lavcopts aglobal=1:vglobal=1:vcodec=mpeg4:acodec=libfaac:vbitrate=256:abitrate=64 -формат lavfopts=mp4 -ofps 15 -масштаб vf=320:240, жесткий диск -o outputName.mp4 inputName.flv 
Во время записи видео не может быть приостановлено. Частота кадров видео на выходе составляет 8 кадров в секунду.

## Проблемы
В некоторых версиях встроенного ПО первые 1,5 секунды (приблизительно) мелодии звонка в формате MP3 отключаются. Это можно обойти, установив 1,5-секундную паузу в начале аудиофайла с помощью цифрового аудиоредактора. Телефон работает на платформе AGERE II, в результате чего календарь телефона ограничен периодом с 2000 по 2016 год. 

## Приём
Samsung SGH-U600 получил в основном положительные отзывы. Компания GSMArena провела обзор устройства; были высоко оценены дизайн, качество дисплея, качество камеры и качество звука. Однако было отмечено, что глянцевая поверхность дисплея приводит к плохой видимости дисплея при солнечном свете. Кент Герман из CNET оценил устройство на 7 баллов из 10 возможных. Он высоко оценил качество камеры, дисплея и дизайн, но раскритиковал сенсорные кнопки, фирменный разъем для наушников и качество звука. Он также отметил, что в пользовательском интерфейсе наблюдалась небольшая задержка. TechRadar оценил устройство, поставив ему 4,5 балла из 5. В целом, они очень положительно отозвались об устройстве. Дизайн, камера и функция интеллектуального поиска файлов были названы плюсами, в то время как отсутствие 3G, нечеткость управления клавишами и сложный пользовательский интерфейс были названы минусами устройства.